# 3rd Edge
3rd Edge là một nhóm nhạc nam người Anh hoạt động vào đầu những năm 2000. Hai đĩa đơn nổi bật của nhóm nhạc, và cũng là duy nhất của họ, "In and Out" và "Know You Wanna", đều lọt vào top 20 những bản hit ở Anh.
Trước khi gia nhập 3rd Edge, Thomas Jules-Stock đã từng phát hành đĩa đơn với tư cách là nghệ sĩ solo, và được xếp hạng trên hai bảng xếp hạng ở Anh; "That Kinda Guy" (1997) và "Did I Tell You True" (1998). Sau khi 3rd Edge tan rã, anh trở thành một nhạc sĩ và ca sĩ và đã làm việc với các nghệ sĩ như Wiley, Crookers, Simon Webbe, Professor Green và Rudimental và kết hợp với 2Play trong ca khúc Careless Whisper, là một bản hit được xếp hạng 29 vào năm 2004.

## Danh sách đĩa nhạc

### Đĩa đơn
- "In and Out" (2002), Parlophone - UK #15[3]
- "Know You Wanna" (2002), Parlophone - UK #17

Với vai trò là ca sĩ thể hiện
- "Who Are You?" - Sticky (2003), Social Circles